# Fabrício dos Santos Messias
Fabrício dos Santos Messias, conosciuto semplicemente come Fabrício (Hortolândia, 28 marzo 1990), è un calciatore brasiliano, attaccante della Juventus-SP.

## Carriera
Dopo aver giocato per tre stagioni in Brasile, viene acquistato dal Portimonense. Coi lusitani debutta il 21 agosto 2011 in occasione della vittoria per 2-0 contro il Moreirense. Dopo essere stato in prestito una stagione in Super League e in J1 League, torna in Portogallo per disputare la Primeira Liga.

## Palmarès

### Club

#### Competizioni nazionali
- Campionato giapponese: 1

Kashima Antlers: 2016
- Coppa dell'Imperatore: 2

Kashima Antlers: 2016
Urawa Reds: 2018
- Segunda Liga: 1

Portimonense: 2016-2017